# Championnat d'Angleterre de football 1901-1902
Navigation
Édition précédente Édition suivante
La 14e édition du championnat d'Angleterre de football est remportée par Sunderland. Le club remporte ici son quatrième titre ce qui en fait un des  clubs les plus titrés de l’époque.
Une nouvelle fois le champion en titre fait une pâle saison, pour cette fois Liverpool termine à la onzième place.
Jimmy Settle d'Everton termine meilleur buteur du championnat avec 18 buts marqués. C’est le plus petit total pour un meilleur buteur de tous les championnats avant 1915.

## Les clubs de l'édition 1901-1902
| Club                                  | Ville               |
| ------------------------------------- | ------------------- |
| Aston Villa Football Club             | Birmingham          |
| Blackburn Rovers Football Club        | Blackburn           |
| Bolton Wanderers Football Club        | Bolton              |
| Bury Football Club                    | Bury                |
| Derby County Football Club            | Derby               |
| Everton Football Club                 | Liverpool           |
| Grimsby Town Football Club            | Grimsby             |
| Liverpool Football Club               | Liverpool           |
| Manchester City                       | Manchester          |
| Newcastle United                      | Newcastle upon Tyne |
| Notts County Football Club            | Nottingham          |
| Nottingham Forest Football Club       | Nottingham          |
| Sheffield United Football Club        | Sheffield           |
| Small Heath                           | Birmingham          |
| Stoke City Football Club              | Stoke-on-Trent      |
| Sunderland Association Football Club  | Sunderland          |
| The Wednesday                         | Sheffield           |
| Wolverhampton Wanderers Football Club | Wolverhampton       |

## Classement
| Rang | Équipe                  | Pts | J  | G  | N  | P  | Bp | Bc | Diff |
| ---- | ----------------------- | --- | -- | -- | -- | -- | -- | -- | ---- |
| 1    | Sunderland              | 44  | 34 | 19 | 6  | 9  | 50 | 35 | +15  |
| 2    | Everton                 | 41  | 34 | 17 | 7  | 10 | 53 | 35 | +18  |
| 3    | Newcastle United        | 37  | 34 | 14 | 9  | 11 | 48 | 34 | +14  |
| 4    | Blackburn Rovers        | 36  | 34 | 15 | 6  | 13 | 52 | 48 | +4   |
| 5    | Nottingham Forest       | 35  | 34 | 13 | 9  | 12 | 43 | 43 | 0    |
| 6    | Derby County            | 35  | 34 | 13 | 9  | 12 | 39 | 41 | -2   |
| 7    | Bury FC                 | 34  | 34 | 13 | 8  | 13 | 44 | 38 | +6   |
| 8    | Aston Villa             | 34  | 34 | 13 | 18 | 13 | 42 | 40 | +2   |
| 9    | The Wednesday           | 34  | 34 | 13 | 8  | 13 | 48 | 52 | -4   |
| 10   | Sheffield United        | 33  | 34 | 13 | 7  | 14 | 52 | 48 | +4   |
| 11   | Liverpool               | 32  | 34 | 10 | 12 | 12 | 42 | 38 | +4   |
| 12   | Bolton Wanderers        | 32  | 34 | 12 | 8  | 14 | 51 | 56 | -5   |
| 13   | Notts County            | 32  | 34 | 14 | 4  | 16 | 51 | 57 | -6   |
| 14   | Wolverhampton Wanderers | 32  | 34 | 13 | 6  | 15 | 46 | 57 | -11  |
| 15   | Grimsby Town            | 32  | 34 | 13 | 6  | 15 | 44 | 56 | -12  |
| 16   | Stoke City              | 31  | 34 | 11 | 9  | 14 | 45 | 55 | -10  |
| 17   | Small Heath             | 30  | 34 | 11 | 8  | 15 | 47 | 45 | +2   |
| 18   | Manchester City         | 28  | 34 | 11 | 6  | 17 | 42 | 58 | -16  |

|  | Champion d'Angleterre |
|  | Relégation            |

### Meilleur buteur
- Jimmy Settle, Everton, 18 buts

## Bilan de la saison
| Tableau d'Honneur                    |                  |
| Compétition                          | Vainqueur        |
| Championnat d'Angleterre de football | Sunderland       |
| Coupe d'Angleterre de football       | Sheffield United |

| Promotions et relégations |                                    |
| Promus                    | West Bromwich Albion Middlesbrough |
| Relégués                  | Small Heath Manchester City        |

## Sources
- Classement sur rsssf.com